# Cirkels van Soddy

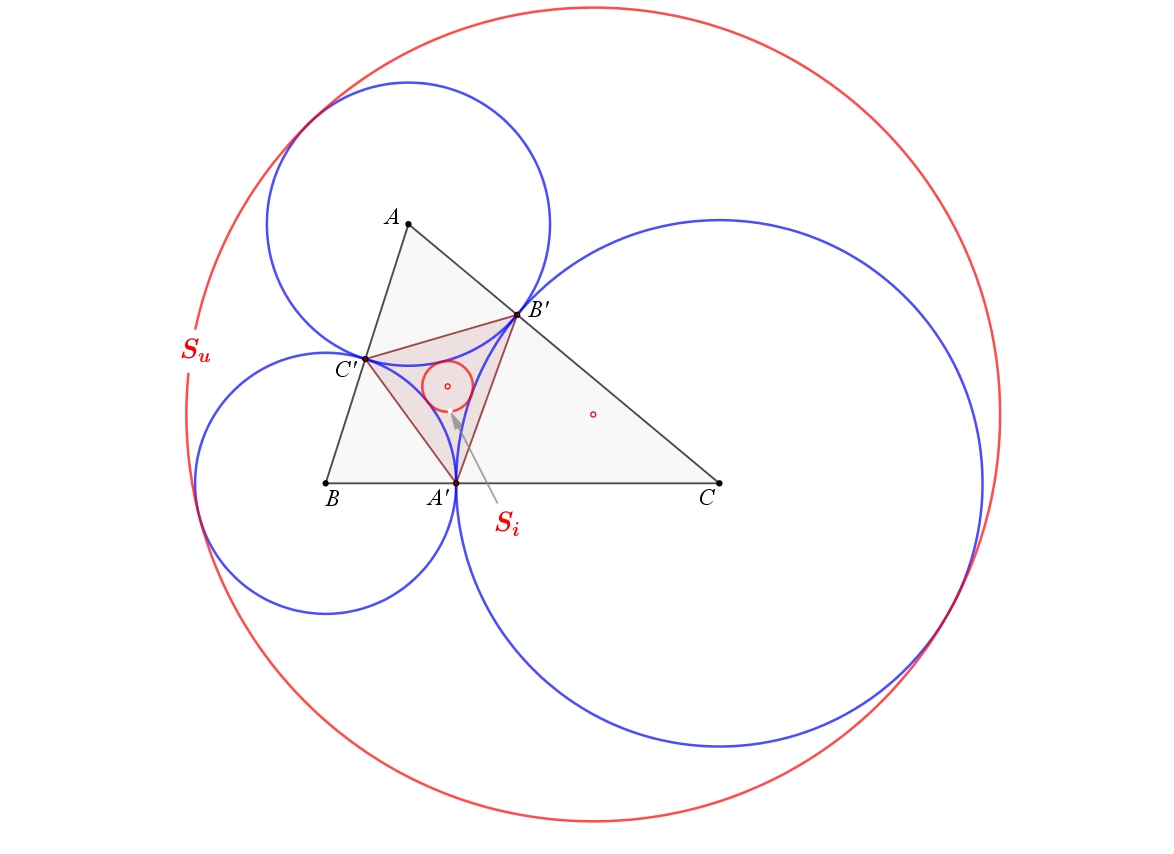
Soddy-cirkels en (rood)

De cirkels van Soddy (of soddycirkels) zijn de oplossing van een bijzonder geval van het raakprobleem van Apollonius, waarbij de drie gegeven cirkels elkaar raken en de middelpunten daarvan de hoekpunten zijn van een driehoek. De cirkels zijn vernoemd naar Frederick Soddy, die voor deze cirkels de stelling van Descartes herontdekte, en deze publiceerde op 20 juni 1936 in Nature in de vorm van een gedicht met de titel The kiss precise.

## Beschrijving
Bij een gegeven driehoek {\displaystyle ABC} en zijn raakpuntendriehoek {\displaystyle A'B'C'} zijn er drie elkaar rakende cirkels die elk door twee hoekpunten van driehoek {\displaystyle A'B'C'} gaan en waarvan het middelpunt een hoekpunt van driehoek {\displaystyle ABC} is (zie de figuur hiernaast).
De cirkels van Soddy zijn de twee cirkels die elk aan deze drie cirkels raken. In het algemeen onderscheidt men de binnenste en buitenste, of ingeschreven en omgeschreven, cirkel van Soddy.

## Eigenschappen
- De middelpunten van de cirkels van Soddy zijn het isoperimetrisch punt (middelpunt van de buitenste) en het gelijke-omweg-punt (middelpunt van de binnenste).
- De stralen {\displaystyle s} van de soddycirkels zijn:

{\displaystyle s=\left|{\frac {\Delta }{4R+r\pm p}}\right|}
waarin {\displaystyle \Delta } de oppervlakte van {\displaystyle ABC} is, {\displaystyle r} de straal van de ingeschreven cirkel, {\displaystyle R} die van de omgeschreven cirkel en {\displaystyle p} de omtrek van de driehoek. Het plusteken in de formule geldt voor de binnenste, het minteken voor de buitenste soddycirkel.